# Wasyl Raczyba
Wasyl Dmytrowycz Raczyba (ukr. Василь Дмитрович Рачиба; ur. 27 stycznia 1982 w Dolinie) – ukraiński zapaśnik startujący w kategorii do 84 kg w stylu klasycznym, mistrz Europy.
Olimpijczyk z Londynu 2012, gdzie zajął ósme miejsce w kategorii 84 kg.
Największym jego sukcesem jest złoty medal mistrzostw Europy w 2011 roku w kategorii do 84 kg. Dziewiąty na mistrzostwach świata w 2010.
Drugi na wojskowych MŚ w 2003. Pierwszy w Pucharze Świata w 2005 roku.